# جایی که می‌رویم
جایی که می‌رویم (انگلیسی: Away We Go) فیلمی در ژانر کمدی-درام به کارگردانی سام مندس است که در سال ۲۰۰۹ منتشر شد.

## بازیگران
- جان کرازینسکی
- مایا رودولف
- کارمن اجوجو
- کاترین اوهارا
- جف دانیلز
- آلیسون جانی
- مگی جیلنهال
- جاش همیلتون
- کریس مسینا
- ملانی لینسکی
- پل اشنایدر
- جیم گافیگان